# Kivisaari (ö i Finland, Norra Savolax, Inre Savolax, lat 62,89, long 26,77)
Kivisaari är en ö i Finland. Den ligger i sjön Iisvesi, Virmasvesi och Rasvanki och i kommunen Tervo i den ekonomiska regionen  Inre Savolax ekonomiska region  och landskapet Norra Savolax, i den centrala delen av landet, 300 km norr om huvudstaden Helsingfors. Öns area är 3,1 hektar och dess största längd är 400 meter i sydöst-nordvästlig riktning.